# Maria Santissima dell'Udienza
Maria Santissima dell'Udienza (en español: María Santísima de la Audiencia), también conocida como Madona dell'Udienza, es una advocación mariana venerada en el Santuario de Nuestra Señora de la Audiencia en Sambuca di Sicilia, Italia. La imagen de la Virgen, una estatua de mármol creada por el escultor renacentista Antonello Gagini a principios del siglo xvi, es procesionada por la Confraternita Maria SS. dell'Udienza (Confraternidad de María Santísima de la Audiencia) la tarde del tercer domingo de mayo, recorriendo las principales calles del centro histórico de Sambuca di Sicilia.

## Historia
La estatua de la Madona dell'Udienza se remonta a comienzos del siglo xvi. Una rica familia trajo la imagen a Sambuca di Sicilia, en el área donde se erigía la torre Cellaro, parte de las fortificaciones de la zona. Allí permaneció oculta por varios años en el interior de una cavidad empleada como horno en la cocina de la torre, siendo descubierta por un granjero sambucesi en 1575. En aquel entonces una peste estaba devastando la zona; los granjeros locales tomaron la decisión de sacar la estatua de la torre y hacerla desfilar a través de la enfermería de la localidad (único punto geográfico del país dedicado al cuidado de leprosos) con la esperanza de que la Virgen pudiese obrar un milagro. Este hecho provocó que se atribuyese a la talla la curación de la lepra, siendo desde entonces conocida como Nuestra Señora de la Audiencia debido a su escucha a las súplicas de los enfermos. Se decidió que todos los años la imagen debía ser llevada en procesión por las calles del pueblo y, cada diez años, pasar por el barrio de la enfermería, manteniéndose esta tradición en la actualidad. 

## Festividad

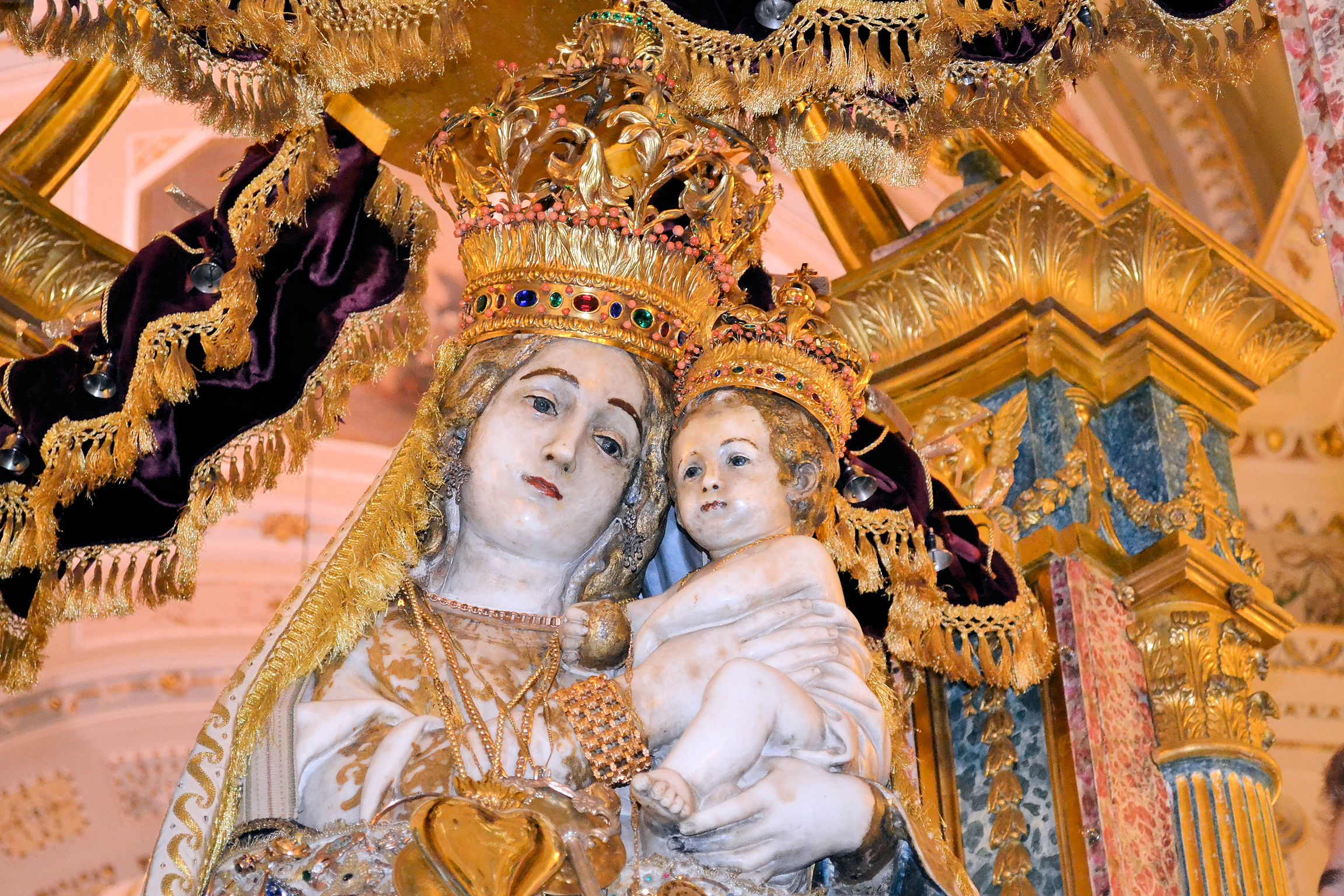
Detalle del rostro de la Virgen y el Niño Jesús.

Desde 1575 se celebra anualmente la fiesta de Maria Santissima dell'Udienza; durante la festividad tiene lugar la procesión secular de la estatua, la cual desfila por las calles principales del centro histórico a hombros de los miembros de la Confraternidad de María Santísima de la Audiencia, vestida con trajes bordados en seda y oro. Antes de la procesión, por la tarde, tiene lugar el descenso de la Virgen (popularmente llamado la scinnuta di la Madonna) desde el nicho que la custodia, siendo este rito acompañado de rezos y cánticos tanto religiosos como populares.
La procesión, acompañada por la banda municipal, ciudadanos sambucesi, habitantes de pueblos cercanos y turistas, continúa hasta la madrugada del lunes y culmina triunfalmente con fuegos artificiales. Por la noche, la comitiva se detiene bajo las once coronas de los distintos barrios de Sambuco; estas paradas son aprovechadas por los hermanos de la confraternidad para refrescarse y contemplar los fuegos artificiales.
Durante toda la semana, el festival se enriquece con numerosos tipos de celebraciones, como el Palio dei Quartieri, desfiles, conciertos de bandas y luces nocturnas. Hasta 2005, en el Palio dell'Udienza se disputaban famosas carreras de caballos, uno de los eventos más antiguos de Italia, tal y como atestiguan fotografías tomadas el 18 de mayo de 1913. Otro evento destacado es el festival de la Minna di virgini, con degustaciones del famoso postre típico de la ciudad.

### Sicilia
Maria Santissima dell'Udienza es venerada en toda Sicilia: en Ciminna, en la Iglesia de San Juan Bautista, se conserva un tríptico fechado en el siglo xvii el cual representa el milagro, mientras que en Petralia Soprana se custodia una réplica de la estatua, existiendo además una iglesia dedicada a ella. También se venera a Maria Santissima dell'Udienza en otras aldeas, como Mezzojuso y Roccamena.

### Estados Unidos
Los sicilianos llevaron la veneración a esta advocación de la Virgen a un gran número de iglesias en los Estados Unidos, incluyendo la Iglesia del Santo Rosario de Kansas City, Misuri, donde su festividad ha sido celebrada desde la fundación de la iglesia en 1890. Una familia local llevó consigo una réplica de la imagen cuando emigró, celebrándose una procesión anual la cual cuenta con la presencia de una guardia de honor perteneciente a los Caballeros de Colón.